# Erin Moriarty
Erin Elair Moriarty (New York, 1994. június 24.) amerikai színésznő. 
Leginkább Annie January / Starlight szerepéről ismert az Amazon Prime Video által készített A fiúk (2019–) című sorozatból. A fiúk előtt fontosabb szerepei voltak az ABC Vörös özvegy (2013), az HBO True Detective – A törvény nevében (2014) és a Netflix Jessica Jones (2015) című sorozataiban. 
A televízión kívül többek között A nyár királyai (2013) és a Captain Fantastic (2016) című filmekben is szerepelt.

## Élete és pályafutása
New Yorkban született és nőtt fel. 11 éves korában kezdett el színészkedni. A középiskola elvégzése után elhalasztotta az egyetemre járást, hogy folytassa a színészi karrierjét. 

## Filmográfia

### Film
| Év   | Magyar cím                               | Eredeti cím                            | Szerep             | Magyar hang        |
| ---- | ---------------------------------------- | -------------------------------------- | ------------------ | ------------------ |
| 2012 | Kertvárosi kommandó                      | The Watch                              | Chelsea McAllister | Gáspár Kata        |
| 2013 | A nyár királyai                          | The Kings of Summer                    | Kelly              | Pekár Adrienn      |
| 2014 | A sötét után                             | After the Dark                         | Vivian             | Szabó Luca         |
| 2016 | Az utolsó emberig                        | Blood Father                           | Lydia Link         | Törőcsik Franciska |
| 2016 | Captain Fantastic                        | Captain Fantastic                      | Claire McCune      | Kis-Kovács Luca    |
| 2016 | A gonosz odabent vár                     | Within                                 | Hannah Alexander   | Lovas Emília       |
| 2017 | Kong: Koponya-sziget                     | Kong: Skull Island                     | bárvendég (cameo)  |                    |
| 2018 | Vissza a csúcsra                         | The Miracle Season                     | Kelley Fliehler    |                    |
| 2018 | A fakír, aki egy IKEA szekrényben ragadt | The Extraordinary Journey of the Fakir | Marie Rivière      | Törőcsik Franciska |
| 2018 |                                          | Driven                                 | Katy Connors       |                    |
| 2018 |                                          | Monster Party                          | Alexis Dawson      |                    |
| 2021 |                                          | Pakiri                                 |                    |                    |
| 2023 |                                          | Catching Dust                          | Geena              |                    |
| TBA  |                                          | True Haunting                          | Marsha Becker      |                    |

### Televízió
| Év    | Magyar cím                               | Eredeti cím                       | Szerep                    | Megjegyzések                                          |
| ----- | ---------------------------------------- | --------------------------------- | ------------------------- | ----------------------------------------------------- |
| 2010  |                                          | One Life to Live                  | Whitney Bennett           | 6 epizód                                              |
| 2011  | Esküdt ellenségek: Különleges ügyosztály | Law & Order: Special Victims Unit | Dru                       | 1 epizód                                              |
| 2013  | Vörös özvegy                             | Red Widow                         | Natalie Walraven          | főszereplő                                            |
| 2014  | True Detective – A törvény nevében       | True Detective                    | Audrey Hart               | - 3 epizód - magyar hangja: - Nagy Blanka             |
| 2015  | Jessica Jones                            | Jessica Jones                     | Hope Shlottman            | - főszerep (1. évad) - magyar hangja: - Pekár Adrienn |
| 2017  |                                          | Pillow Talk                       | Autumn                    | 1 epizód                                              |
| 2019– | A fiúk                                   | The Boys                          | Annie January / Starlight | - főszereplő - magyar hangja: - Sztarenki Dóra        |

## Díjak és jelölések
2021/2022: Szaturnusz-díj a legjobb televíziós színésznőnek – A fiúk (jelölve)

## Fordítás
Ez a szócikk részben vagy egészben  az   Erin Moriarty (actress) című angol Wikipédia-szócikk ezen változatának fordításán alapul.  Az eredeti cikk szerkesztőit annak laptörténete sorolja fel. Ez a jelzés csupán a megfogalmazás eredetét és a szerzői jogokat jelzi, nem szolgál a cikkben szereplő információk forrásmegjelöléseként.